# بالعقبة (شبام)
'

تعديل مصدري - تعديل

بالعقبة هي إحدى قرى عزلة شبام بمديرية شبام التابعة لمحافظة حضرموت، بلغ تعداد سكانها 69 نسمة حسب تعداد اليمن لعام 2004.